# Geometry of Caves
Geometry of Caves ist ein Musikalbum von Tomeka Reid, Kyoko Kitamura, Taylor Ho Bynum und Joe Morris. Die am 22. Dezember 2016 in den Firehouse 12 Studios in New Haven (Connecticut) entstandenen Aufnahmen erschienen am 18. Mai 2018 auf Relative Pitch Records.

## Hintergrund
Geometry of Caves ist das Debütalbum von Geometry, einer „Superband“, die aus vier eigenwilligen, experimentellen Musikern besteht, die alle mit dem Komponisten Anthony Braxton verbunden sind, notierte Eyal Hareuveni. Die Cellistin Tomeka Reid nahm an den Aufnahmen von Braxtons Kompositionszyklus ZIM und der Oper Trillium E teil; die Vokalkünstlerin Kyoko Kitamura war die geschäftsführende Direktorin von Braxtons Tri-Centric Foundation und nahm an den Aufnahmen von Braxtons Ghost Trance Music (GTM) und der Oper Trillium E teil; der Kornettist und Flügelhornist Taylor Ho Bynum war vor Kitamura geschäftsführender Direktor von Braxtons Tri-Centric Foundation und spielte über zwei Jahrzehnte hinweg bei vielen von Braxtons Aufnahmen mit.
Ebenso hat in seiner langen Aufnahmekarriere der Gitarrist Joe Morris mit Anthony Braxton, aber auch mit Musikern wie William Parker und Ivo Perelman zusammengearbeitet, aber er hat auch Kontakte zu einer neueren Generation von Musikern, darunter Nate Wooley, mit dem er (zusammen mit Evan Parker) 2015 Ninth Square (Clean Feed) aufnahm. Auf diesem Album ist er auch mit zwei seiner jüngeren Kollegen zu hören: der Cellistin Tomeka Reid, die mit Morris und Jim Baker auf Dave Rempis’ Nettles (2016) spielte, und dem Kornettisten Taylor Ho Bynum, mit dem er sich mit der Fagottistin Sara Schoenbeck auf Next (2011) zusammentat. Das etwas weniger bekannte Mitglied des Quartetts auf Geometry ist die Sängerin Kyoko Kitamura, obwohl ihr Lebenslauf Projekte mit Braxton und Steve Coleman enthält, sodass sie in diesem Bereich keineswegs neu ist; und sie hat auch mit Bynum an einem Projekt aus dem Jahr 2009 mitgewirkt, Madeleine Dreams (Firehouse 12).
Ihre Zusammenarbeit im Quartett Geometry setzten Kyoko Kitamura, Joe Morris, Tomeka Reid und Taylor Ho Bynum mit den Alben Geometry of Distance (2019), Geometry of Trees (2022) und Geometry of Phenomena (2024) fort.

## Titelliste
- Tomeka Reid / Kyoko Kitamura / Taylor Ho Bynum / Joe Morris: Geometry of Caves (Relative Pitch Records RPR1068)[3]

1. Prelude to a Crazy Year 8:29
2. It Is Deeper Than Is Wide 8:55
3. Cloud Latters 3:17
4. Glowworm (Fungus Gnat) 4:38
5. Then This Happened 8:17
6. The First Encounter 5:40
7. Stalactites Chapel 11:20

## Rezeption
Nach Ansicht von Troy Dostert, der das Album in All About Jazz rezensierte, haben die vier Musiker dieser Veröffentlichung eine Menge gemeinsamer Geschichte, was sich in ihren sorgfältig entwickelten Improvisationen widerspiegele. Zudem sei die Aufnahmequalität des Albums erstklassig, mit einer klaren Trennung zwischen den Musikern, was besonders bei einer Veröffentlichung willkommen ist, bei der dialogische Interaktion so wichtig sei. Bynum besetze den äußersten linken Kanal, während Kitamura ganz rechts sitzt, mit Morris links in der Mitte und Reid rechts in der Mitte; das mache Sinn, da Kitamuras weitreichende wortlose Vokalisationen ein natürliches Gegenstück zu Bynums eigenen experimentierfreudigen Erkundungen sind, wie man besonders bei „Stalactites Chapel“ hören kann, wo lange, anhaltende Töne Bynums und Kitamuras die Stimmung des Stücks fesselnd bestimmen. Aber es sei sofort klar, dass Reid und Morris sich bei diesem Unterfangen kaum damit zufriedengeben, Nebenrollen zu spielen; sie initiieren ebenso gerne eigene Melodiestränge oder rhythmische Richtungen, wie beim Opener des Albums, „Prelude to a Crazy Year“, wo Morris’ schwindelerregende Läufe mit Reids abwechselnden Coll’arco- und Pizzicato-Phrasen verschmelzen, um der Platte ihren anfänglichen Schwung zu verleihen.